# MOS Technology 6532

Patillaje del 6532 RIOT.

El 6532 RAM-I/O-Timer (RIOT) es un circuito integrado fabricado por MOS Technology, y también como segunda fuente por Rockwell. Incorpora 128 bytes de RAM estática, dos puertos I/O de 8 bits digitales bidireccionales,y un reloj programable. Su diseño VLSI lo hizo muy popular en la década de 1970 y principios de los 80, ya que podía reemplazar a varios circuitos integrados. Quizá su aplicación más conocida sea la videoconsola Atari 2600. También fue utilizado en los célebres pinballs fabricados por Gottlieb, como Haunted House y Black Hole, y también en las unidades de disco Atari 810 y 1050, así como en las unidades de Commodore 8050, 8250 y 8250LP para el PET. La interfaz Atari 850, que dio a las Atari 400 y 800 una interfaz RS-232, usaba dos chips 6532.
Los 6532 estaban disponibles en versiones de 1 MHz y 2 MHz. El factor de forma era un DIP de 40 pines cerámico o plástico según el estándar JEDEC.